# Abhaski apsar
Abhaski apsar (abhaski: аҧсар) je valuta Abhazije. Nije priznata valuta i nema svoj ISO 4217 kôd. Banka Abhazije izdaje samo dvije kovanice: 10 i 50 apsara u zlatu i srebru.

## Vanjske poveznice
- Banka Abhazije